# Mîhailivka, Zvenîhorodka
Mîhailivka (în ucraineană Михайлівка) este un sat în comuna Bohacivka din raionul Zvenîhorodka, regiunea Cerkasî, Ucraina.

## Demografie
Componența lingvistică a localității Mîhailivka
     Ucraineană (97,18%)
     Rusă (1,61%)
     Alte limbi (1,21%)
Conform recensământului din 2001, majoritatea populației localității Mîhailivka era vorbitoare de ucraineană (97,18%), existând în minoritate și vorbitori de rusă (1,61%).